# Patrulla Oceánica de Largo Alcance
La Patrulla Oceánica de Largo Alcance es una fragata ligera multipropósito que serán utilizadas por la Armada de México en la vigilancia oceánica, patrullaje de la zona económica exclusiva, búsqueda y rescate; apoyo a la población civil en caso de desastre; apoyo marítimo y presencia disuasoria en contra de buques y aviones infractores. Fueron diseñados por la empresa Holandesa Damen Shipyards Group de la fragata Clase SIGMA 10514 diseñada para la Armada de México. y se está construyendo en los Astilleros de la Secretaría de Marina de la Armada de México y astilleros de los Países Bajos. 
El primer buque, de este tipo de designación, construido para la Armada de México es el "ARM Reformador", con lo que a partir de la botadura de dicha nave, el tipo de buque pasara a llamarse Clase Reformador.
Es importante resaltar, que tendrá una mayor cobertura en la vigilancia y protección para la salvaguarda de la Soberanía Nacional, más allá de la Zona Económica Exclusiva, además permitirá efectuar operaciones de búsqueda y rescate de largo alcance, ayuda humanitaria nacional e internacional y ejercicios multinacionales. Acciones que incrementarán la capacidad operativa, fortaleciendo el Estado de Derecho Marítimo de los mexicanos, con lo que se proyectará a las Fuerzas Armadas a nivel internacional.

## Antecedentes
El 10 de abril de 2017, la armada de México, dio a conocer que los buques tipo fragata ARM Bravo y ARM Galena, entraban en receso operativo tras 56 años de servicio. En otro documento elaborado por el Estado Mayor General de la Armada de México, revela en detalle el estado de la fuerza naval con el que cuenta la dependencia la cual está compuesta por 249 buques de diverso tipo. sin embargo en dicho recuento no aparecen las fragatas clase Allende, y tampoco las patrullas misileras clase Huracán.
A partir del 2025  La Secretaria de Marina reanudó la construcción de Buques de Patrulla Oceanica, Patrulla Costera y Buques Logísticos Multipropósito orientándose a las funciones encomendadas en la constitución y en base a los retos y escenarios de la geopolítica actual por lo que se decidió dar por cancelado el proyecto de construcción de Patrullas Oceánicas de Largo Alcance.

## Construcción

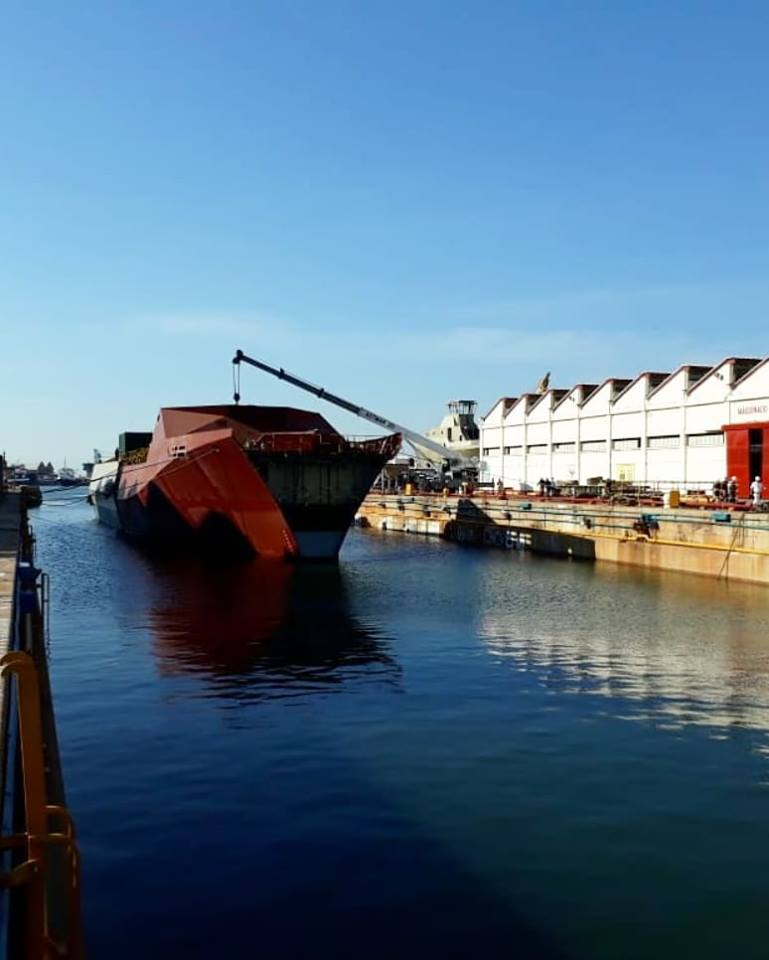
POLA en conssolicitó a la Dirección General de Construcciónes Navales la planificación de un nuevo tipo de Buques con capacidades mayores a la unidad ARM Benito Juárez (POLA-101) basándose en la experiencia y tranferencia tecnológica obtenida en la construcción del proyecto POLA, pero Incrementando su Eslora, Manga y Desplazamiento, citado proyecto debería estar en papel y ser presentado al Estado mayor general a m 2026trucción ASTIMAR-20

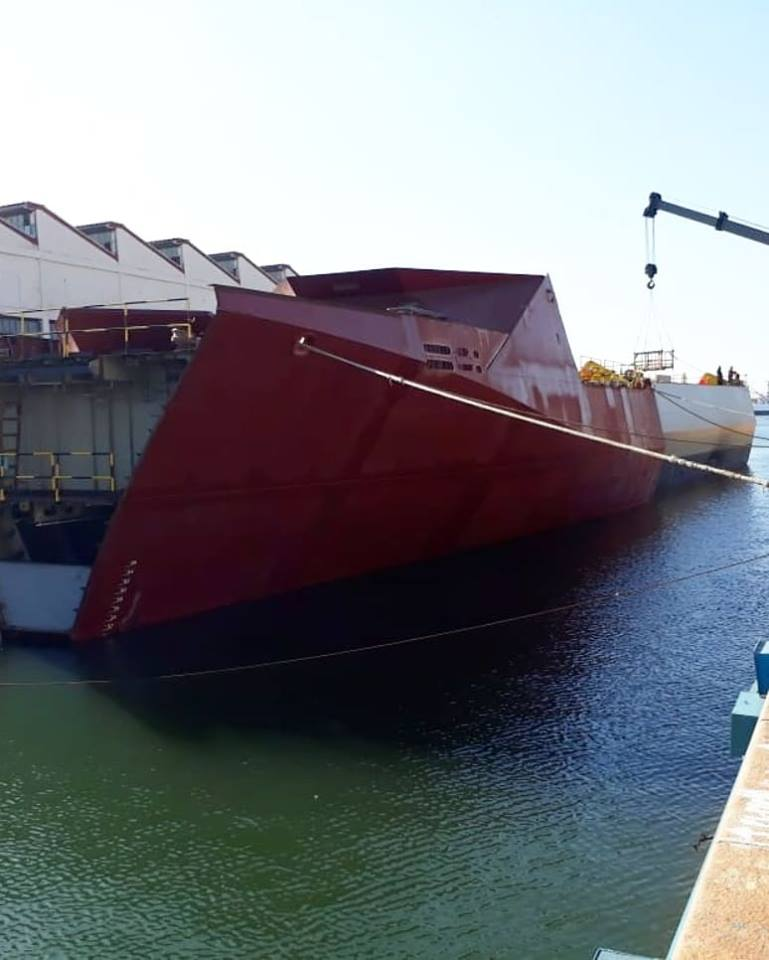
POLA en construcción ASTIMAR-20

La Secretaría de Marina Armada de México, informó a la opinión pública el 17 de agosto de 2017 que en el marco de la visita de trabajo al Reino de los Países Bajos que realizaron el General Salvador Cienfuegos Zepeda, Secretario de la Defensa Nacional y el Almirante Vidal Francisco Soberón Sanz, Secretario de Marina, asistieron a la Ceremonia de Puesta Simbólica de Quilla de la Patrulla Oceánica de Largo Alcance (POLA), dando así a conocer el proyecto.

En ese comunicado, el Almirante Vidal Francisco Soberón Sanz confirmó la estrecha relación que existe entre el Grupo DAMEN y la armada de México, materializado en la construcción de las diez patrullas costeras clase Tenochtitlán y un buque de aprovisionamiento logístico clase Isla María Madre”.
El proyecto va encaminado a la construcción de las cuatro fragatas en astilleros navales

#### Primera fase
Las dos primeras serían bajo el esquema actual: Cada buque se construirá en seis módulos, dos de ellos se ensamblarán en Vlissingen y los otros cuatro en México., en el Astillero de la Marina N° 20 (ASTIMAR-20) de Salina Cruz, Oaxaca.

#### Segunda fase
La segunda fase ampliada del proyecto está diseñada para construir otras dos fragatas Sigma 10514, pero estas serían totalmente armadas en astilleros navales mexicanos a partir de los avances tecnológicos logrados en el corto plazo.

### Cronograma de construcción Patrulla Oceánica de Largo Alcance[11]

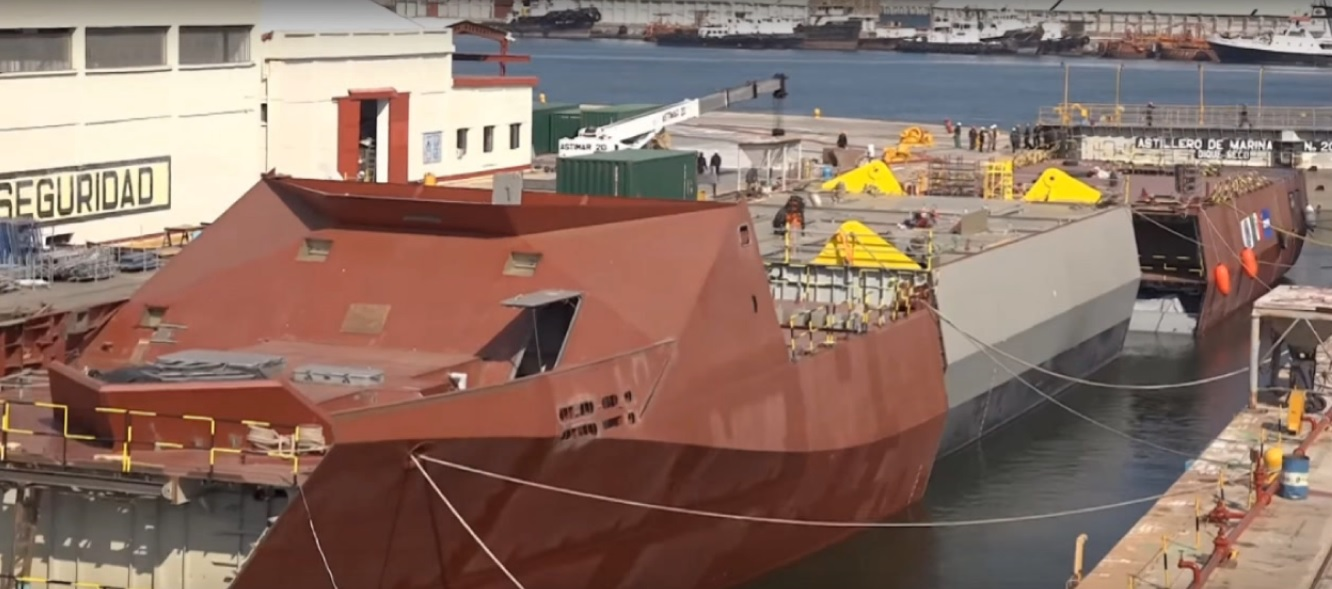
módulos 1,2,3 de la Sigma 10514

- Agosto de 2017 - la Armada de México, informó a la opinión pública la visita de trabajo al Reino de los Países Bajos, en la cual se realizó la ceremonia de puesta simbólica de quilla de la Patrulla Oceánica de Largo Alcance (POLA), dando así a conocer el proyecto.
- Abril 2018 - Finaliza la construcción de los módulos 1 y 2 en ASTIMAR-20.
- Mayo 2018 - Llega al ASTIMAR-20, el módulo número 3 proveniente de Países Bajos; se inicia su integración con los módulos 1 y 2. Una vez integrados los módulos 1,2 y 3 comienza la integración de las secciones que conformaran el MODULO 4.
- Mayo de 2018 – Finaliza la construcción del módulo 5 y comienza el proceso de calibración de los sistemas electrónicos del buque en Países Bajos.
- Julio / agosto 2018 – Se llevó a cabo la integración del módulo 5 desde Países Bajos al ASTIMAR-20
- Septiembre 2018 – Se llevó a cabo la integración del módulo 6 y la finalización del armado e integración de los módulos que componen la embarcación.
- Octubre 2018 - Se llevó la instalación de los sistemas de armas Bofors Mk 57, Sistema antimisil RAM, lanzador de torpedos Mk54.
- Noviembre 2018 - La Secretaría de Marina anunció que el 23 de noviembre se prevé que se efectúe la botadura de la fragata y posiblemente esa fecha sea la ceremonia de abanderamiento.[12]

El 23 de noviembre durante los festejos del día de la Marina se llevó a cabo la ceremonia de botadura y abanderamiento del ARM "Reformador" POLA con la matrícula "P101", junto al ARM "Jalisco P167" de la clase Oaxaca en las astilleros de Marina ASTIMAR 20 en Salina Cruz, Oaxaca en presencia del Presidente de la República, Enrique Peña Nieto, junto a su esposa Angélica Rivera que sería la madrina del buque ARM "Reformador" además de contar con la presencia de los secretarios de Marina Vidal Francisco Soberón, y de Defensa Nacional General Salvador Cienfuegos.
- Diciembre 2018 - Se prevé el inicio de etapa de alistamiento.
- Octubre - Noviembre 2019 - Se iniciará periodo de pruebas en puerto y en la mar con la plena integración de los sistemas de propulsión, control de plataforma y sensores.
- Febrero - Marzo de 2020 - Se prevé la completa operatividad y el inicio de su permanencia en alta-mar.[13]

## Armamento
El viernes 5 de enero de 2018 que el Departamento de Estado estadounidense tomó la determinación de aprobar una posible venta de material militar a México con el propósito de fortalecer la política exterior y la seguridad nacional de los Estados Unidos, apoyando a un socio estratégico.
La venta fue por un total de 98.4 millones de dólares e incluyo:
- 6 misiles antibuque RGM-84L Harpoon
- 23 Misiles antiaéreos / antimisil RIM-116 RAM Block II
- 6 Torpedos antisubmarino Mark 54 MAKO
- Así como lanzadores, accesorios, capacitación y apoyo técnico, además de municiones de 57 y 25mm.[14]

El miércoles 8 de agosto de 2018 el Departamento de Estado de los Estados Unidos aprobó una posible venta militar a México por valor de 41 millones de dólares.
La venta aprobada por el departamento de estado incluye
- 6 Evolved SeaSparrow Missile (ESSM)
- 2 Evolved SeaSparrow Telemetry Missile
- 1 MK-56 Vertical Launch System 8 Celdas
- 8 MK-30 Canisters
- 8 MK-783 Shipping Containers

Es importante considerar que es la primera vez que México contará con armamento de primera línea.
| Patrulla Oceánica de Largo Alcance | Patrulla Oceánica de Largo Alcance | Patrulla Oceánica de Largo Alcance | Patrulla Oceánica de Largo Alcance | Patrulla Oceánica de Largo Alcance | Patrulla Oceánica de Largo Alcance | Patrulla Oceánica de Largo Alcance |
| RGM-84L Harpoon Block II           | RIM-116 RAM Block II               | Evolved SeaSparrow Missile         | MK-54 Mod 0                        | Mark 38 mod 3                      | Bofors 57 mm                       | Browning M2                        |
| ---------------------------------- | ---------------------------------- | ---------------------------------- | ---------------------------------- | ---------------------------------- | ---------------------------------- | ---------------------------------- |
|                                    |                                    |                                    |                                    |                                    |                                    |                                    |

## Sensores

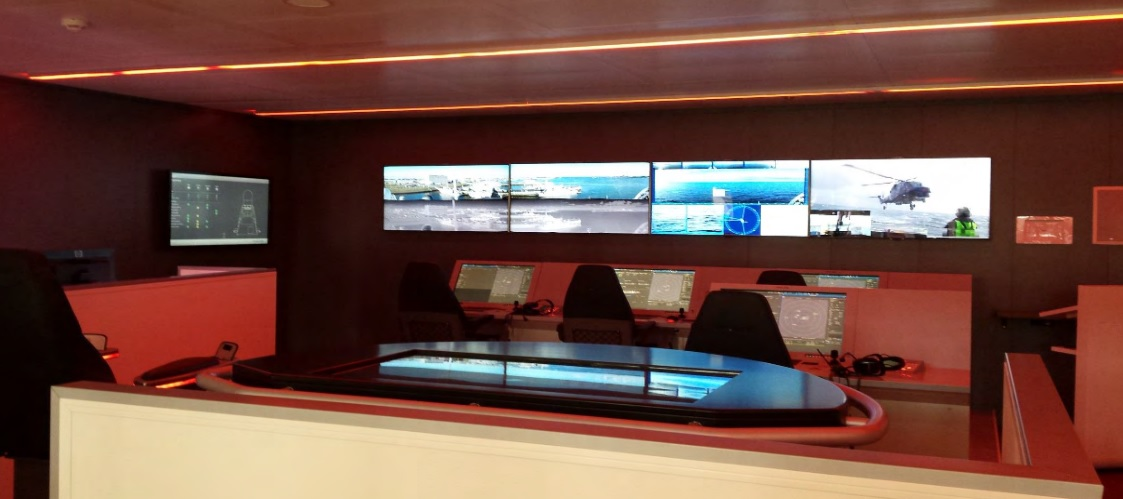
Sistema de Gestión de Combate THALES Tácticos

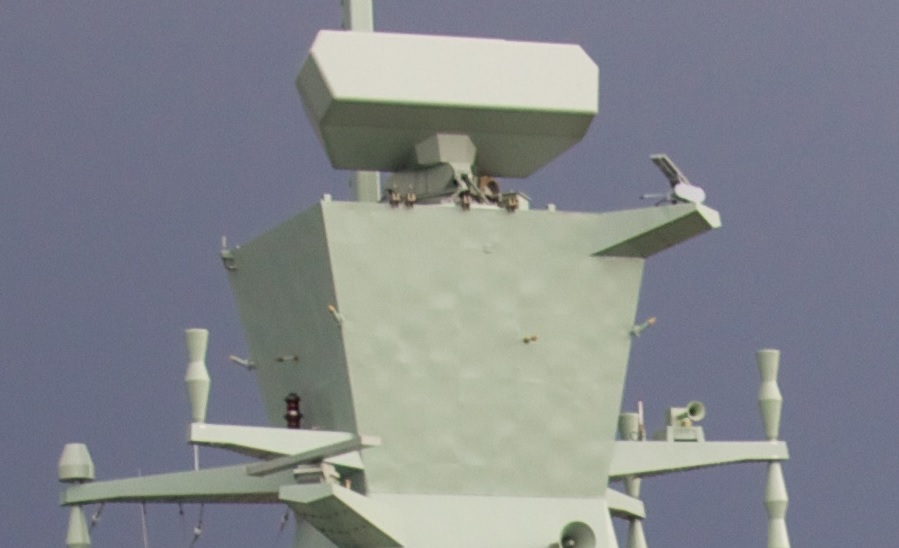
Radar SMART-S

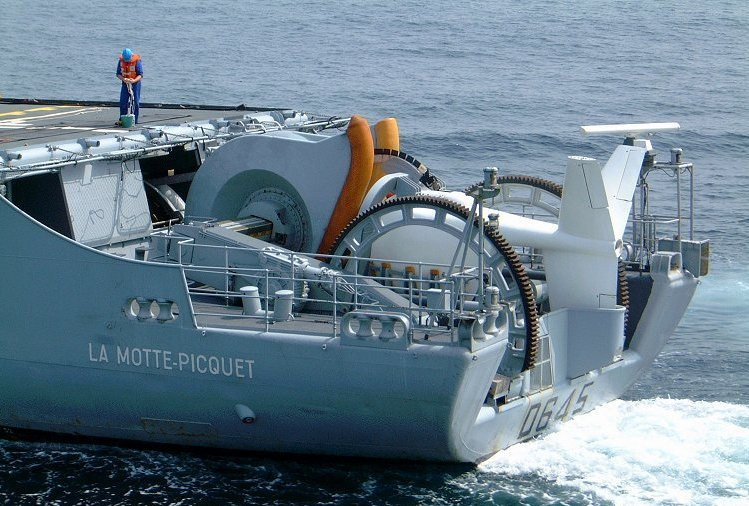
Ejemplo de Sonar de arrastre o de profundidad variable

En un comunicado de información pública, la Armada de México anunció que las empresas thales y raytheon serán las responsables de proporcionar los sistemas electrónicos de la nueva embarcación, intentando dotarla de sistemas de última generación.
Los sistemas que se instalaran son los siguientes:
Sistema de combate Thales Tácticos
Es un sistema encargado de la gestión y unificación de los sistemas de armas, navegación y vigilancia del entorno del buque.
Se trata de un centro de comando y control a donde se concentra toda la información de los sensores del buque para que los mandos tengan toda la información necesaria para las operaciones.
Radar Raytheon Anschütz Synapsis
El radar Raytheon Anschütz Synapsis es un sistema radar de navegación de alto desempeño y diseñado para evitar interferencias. Este radar recaba la información a través de una antena y transmite su información a una consola específica o bien a cualquier monitor designado.
Radar Thales Smart
El Smart-S MK2, es un radar 3d en banda E y F, para designación de objetivos aéreos y de superficie, calibrado para rangos medios y largos, optimizado para operar en litorales.
El transmisor de estado sólido y su procesamiento de emisiones de pulso doppler le otorgan excelentes prestaciones para iniciar el seguimiento de objetivos sin que estos lo sepan ya sean helicópteros, misiles, aviones u objetivos costeros; incluso tiene un canal doppler exclusivo para objetivos de superficie.
Sonar de profundidad variable Thales Captas
El sonar de arrastre Thales Captas 2 es un sonar de baja frecuencia activo/pasivo, que le permite al buque vigilar amenazas submarinas a diferentes profundidades, atravesando capas de agua que a diferentes temperaturas pueden llegar a esconder submarinos.
Contra-medidas electrónicas de Indra Rigel RESM/RECM
El 16 de abril de 2018 se dio a conocer que la empresa española Indra proveera la plataforma de defensa electrónica con su sistema Rigel en el proyecto de la futura patrullera oceánica de largo alcance (POLA) de la Armada de México. 
La suite "Rigel RESM/RECM" es una plataforma de monitorio electromagnético con alto perfil defensivo que vigila el entorno en el que el buque opera, detectando y analizando las emisiones de radar de otros navíos, aviones o radares costeros. Esta información es procesada para analizar y determinar qué tipo de contacto es, y si se trata de una amenaza o no, para que en su caso se monte una serie de defensas electrónicas para confundir electrónicamente al contacto, mediante la perturbación de radar o el bloqueo de su señal.
Un sistema tiene dos funciones básicas: RESM y RECM. 
RESM es la parte electrónica, dedicada a monitorear el espectro electromagnético y provee el análisis, clasificación e identificación de las señales a través de una o dos antenas que escudriñan un amplio espectro de señales. 
RECM es la parte encargada de las contra-medidas y es quien lanza las acciones de defensa electrónica del buque; siendo capaz de bloquear y perturbar radares de aviones u otros barcos que representen una amenaza.

## Helicóptero Embarcado
Como parte del proceso de construcción de la POLA, la armada de México comenzó la selección de un Helicóptero Embarcado, con capacidades de combate, dando como resultado dos posibles candidatos:
| Candidatos    | Candidatos | Candidatos | Candidatos | Candidatos | Candidatos | Candidatos |
| NH90 NFH      |            |            |            |            |            |            |
| SH-60 Seahawk |            |            |            |            |            |            |
| ------------- | ---------- | ---------- | ---------- | ---------- | ---------- | ---------- |

Sin embargo, La agencia estadounidense para la Defensa, Seguridad y Cooperación (DSCA) notificó el 19 de abril de 2018 al Congreso estadounidense que el Departamento de Estado autoriza una posible venta por ocho helicópteros Sikorsky MH-60R Sea Hawk al Gobierno de México.

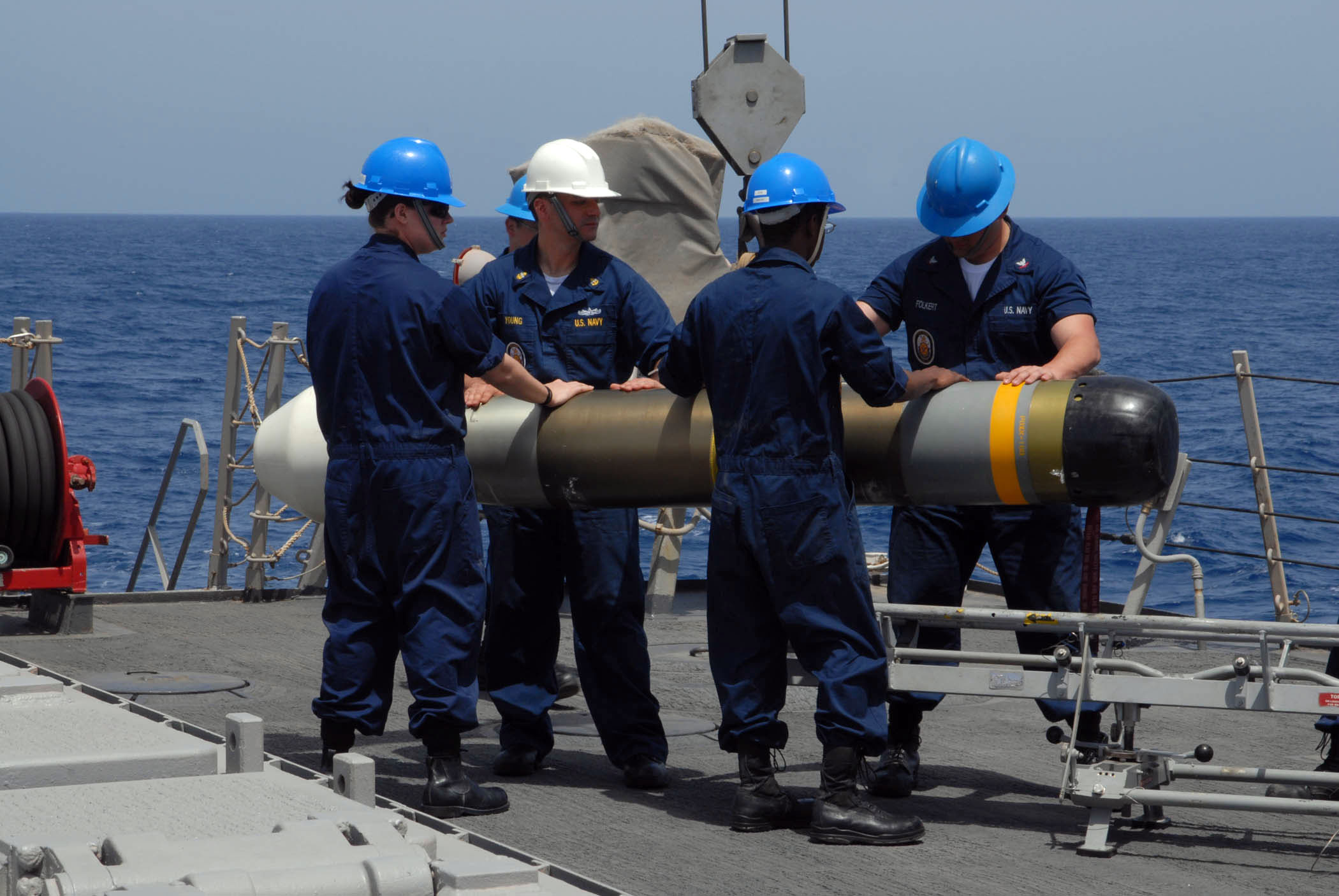
MK 54.

El contrato que contempla una importante cantidad de sistemas de detección, comunicación, armamento, refacciones, entrenamiento y soporte diverso, está valuado en 1,200 millones de dólares. 
El programa se facilitará a través del concepto Foreing Military Sales (FMS) y el principal contratista será Lockheed Martin Rotary and Mission Systems, consorcio del que Sikorsky forma parte.

El proyecto de venta contempla:

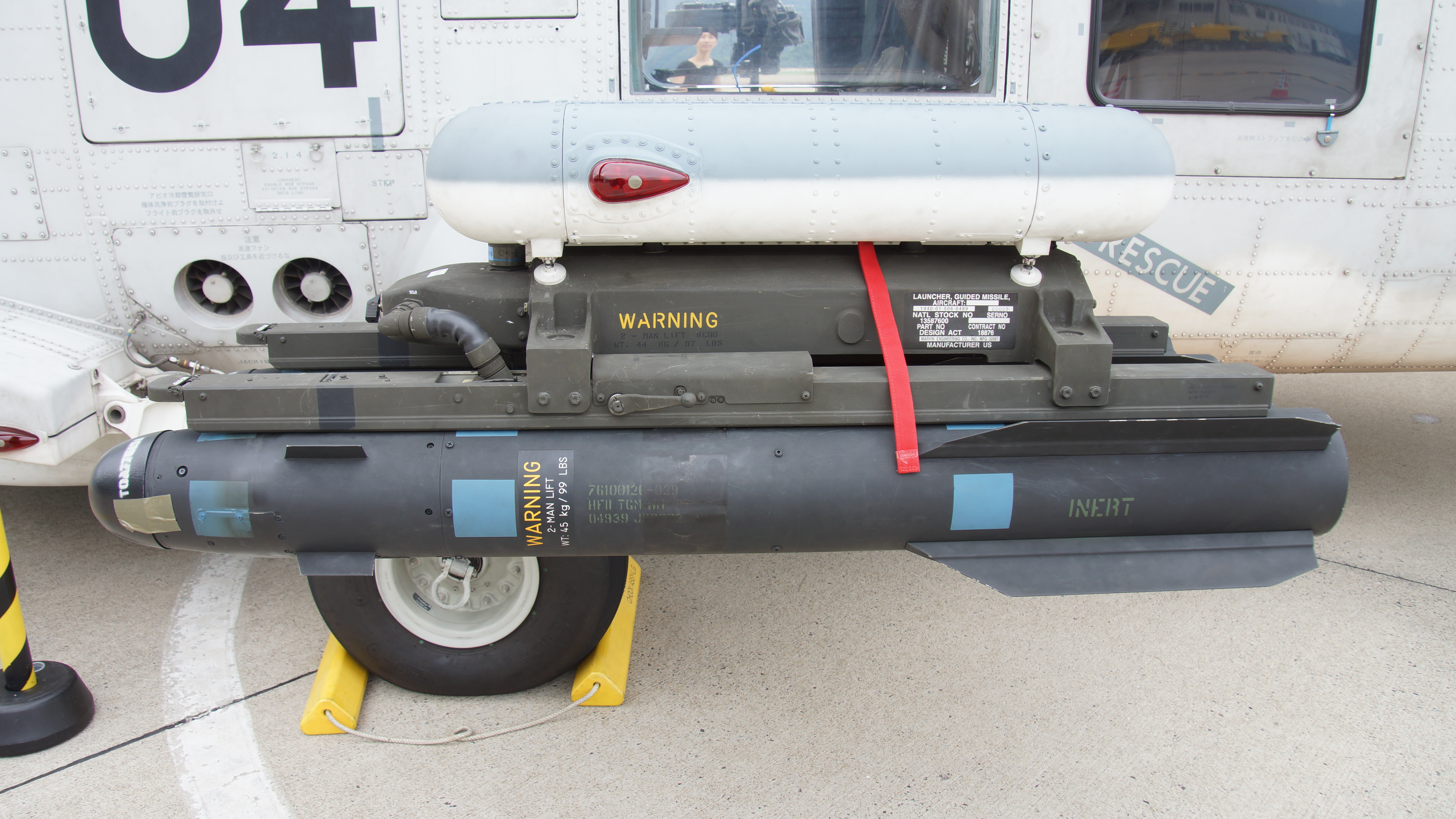
AGM-114

- 20 motores General Electric T-700 GE 401
- 16 radares multimodo APS 153 AV,
- 10 sistemas de sonar aerotransportados de baja frecuencia (probablemente sonar desplegable Raytheon AN/AQS-22)
- 14 transpondedores friend or foe AN/APX-123
- 12 sistemas infrarrojos/electrópticos multiespectro para adquisición de objetivos AN/AAS-44C
- 20 sistemas de navegación inercial con posicionamiento global integrado y protección contra hackeo
- 30 sistemas de visión nocturna AN/AVS-9
- 1,000 sonoboyas AN/SSQ-36/53/62
- 10 misiles AGM-114 Hellfire
- 5 misiles de entrenamiento captivo AGM-114 M36-E9
- 4 misiles de entrenamiento AGM-114Q Hellfire
- 38 cohetes APKWS II
- 30 torpedos ligeros Mk 54
- 12 ametralladoras  M-240D
- 12 ametralladoras pesadas GAU-21.

La versión Romeo del MH-60 Sea Hawk es actualmente el helicóptero multimisión, antisubmarino y antibuque de primera línea de la Armada de los Estados Unidos.
Aunque no se ha aclarado, es altamente probable que estos helicópteros estén proyectados como la principal y futura plataforma embarcada de la Patrulla Oceánica de Largo Alcance (Pola). 
De concretarse esta compra se tendrá, por primera vez en México, una plataforma antisuperficie y antisubmarina, aparte de que por su nivel tecnológico, el MH-60R será el helicóptero más avanzado y especializados en las Fuerzas Armadas de México.